# ベリサイン

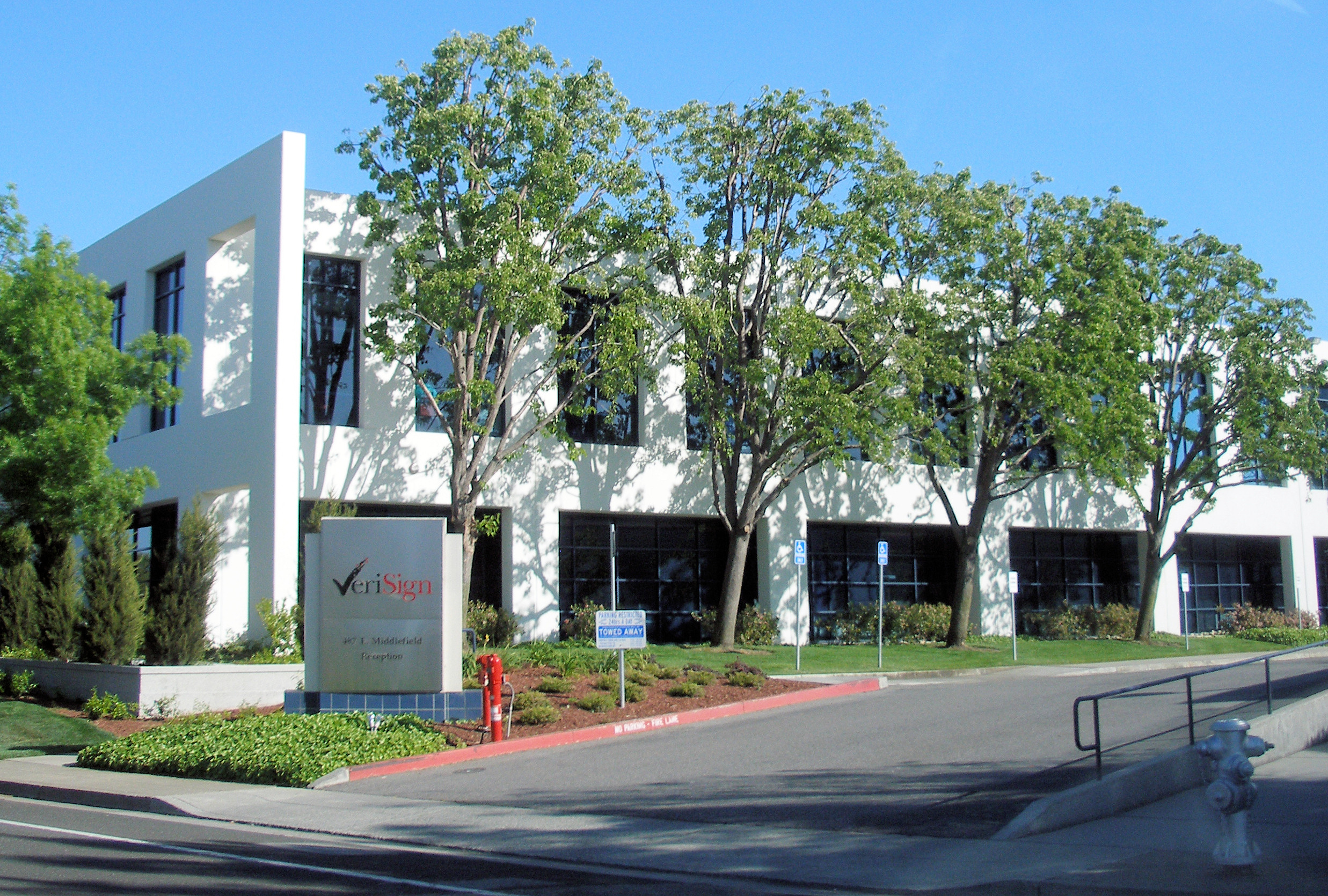
ベリサイン本社（米国カリフォルニア州マウンテンビュー）

ベリサイン（Verisign, Inc.）は、アメリカのバージニア州レストンにあるインターネットインフラに特化した企業である。
具体的にはインターネット上に13個あるルートネームサーバのうちの2個 (A・J)、gTLDの.comと.net、北米におけるNo.7共通線信号方式による公衆交換電話網、EPCglobalにおけるRFIDディレクトリを管理している。また、ベリサインはセキュリティに関する技術を多数有しており、その技術をもって公開鍵証明書から、料金支払いプロセス、果ては携帯電話のローミング、無料通話データベースのキュー用のファイアウォールの管理まで行っている。かつてはSSL(TLS)における認証局事業も行っており、高い知名度を誇っていたが、2010年にSymantecに売却している。
ベリサインはこれらの事業を“インテリジェント・インフラストラクチャー (intelligent infrastructure)”サービスと称している。

## 沿革
ベリサインは1995年にRSAセキュリティの認証サービス部門が新たに独立する形で創業した。新しい会社はRSAと期間限定の競合的業務禁止の合意と、所有する暗号キーの特許を譲り受けた。新しい会社はデジタル認証サービスとその関連商品を通じて、信頼できるインターネット・信頼できる電子商取引を提供するという目標のもと、認証局（Certificate Authority・以下CAと略す）サービスを展開していた。ベリサイン社のCAサービスは軍隊から金融サービスや小売アプリケーションにいたるまで幅広く使用され、300万以上の電子証明を運用しインターネット上最大の認証局となっていたが、認証サービス関連事業は2010年にSymantecへ売却している。
ベリサイン社は1998年1月30日にNASDAQに株式公開した。株式公開前の主要株主にはRSAセキュリティの他、ベッセマー・ベンチャー・パートナーズ (Bessemer Ventures)、クライナー・パーキンス・コーフィールド・アンド・バイヤーズ (Kleiner-Perkins)、VISAインターナショナル、アメリテック (Ameritech)、三菱商事、セキュリティ・ダイナミックス (Security Dynamics)、フィッシャー・インターナショナル (Fischer International) などが含まれていた。一方で2000年にネットワーク・ソリューションズ社（Network Solutions・世界初のドメイン登録業者、後に対顧客の登録部門がスピンオフする）、2001年にイルミネット社（Illuminet・この企業買収によりベリサインはテレコミュニケーション業界へ参入した）、2003年にガーデント社（Guardent・セキュリティ管理サービスプロバイダ (MSSP) 企業）、2004年にはジャンバ社（Jumba・欧米各国でJumsterと呼ばれる携帯電話向けのダウンロード可能なデジタルコンテンツを提供するサービスを行っている）などを買収し、インフラサービス企業へと成長していった。
2003年、Site Finderサービスが論議を呼んだ。（存在しない.com .netドメインを入力した際、自動的にSiteFinderにリダイレクトするサービス。）
2005年、ベリサインは世界中で4000人の従業員を抱えており、年間収入は10億ドル（2005年度会計で16億6千万ドル）を超えている。
2006年、公開鍵証明書販売2位のジオトラストを1億2,500万ドルで買収。世界の公開鍵証明書業界のほとんどを独占していた。
2010年、公開鍵証明書の発行などのセキュリティ事業をシマンテックに売却。以後、米国におけるVerisign, Inc.はドメイン管理を主な事業としている。
2012年、2010年に外部からの不正アクセスを受けていたことが報道された。同年に売却した認証事業へのセキュリティ的な影響は無いとされている。
本社のCEOはストラトン・スクラボス (Stratton Sclavos)、日本支社のCEOは古市克典で、会社の業務としては大きく2つにわけられ、1つはインターネットサービス、もう1つは通信サービスである。

## 日本法人
日本法人として1996年に設立されたデジサート・ジャパン合同会社（旧：日本ベリサイン株式会社、VeriSign Japan K.K.）は、東京都中央区銀座に本社がある。本社のほかに神奈川県川崎市に事業所がある。現在はデジサートの完全子会社である。

### 沿革
- 1996年2月 - 東京都港区で日本ベリサイン株式会社設立。
- 1997年3月 - 神奈川県川崎市に本社移転。
- 2002年3月 - 東京都中央区八重洲に本社移転。
- 2003年11月 - 東京証券取引所マザーズ市場上場。
- 2010年8月 - シマンテックへの認証サービスに係る事業の売却に伴い同社の子会社となる[5]。
- 2012年11月 - シマンテックの100％子会社となる[6]。
- 2013年4月 - 東京都港区赤坂に本社移転[7]。
- 2014年4月 - 合同会社シマンテック・ウェブサイトセキュリティに社名・組織変更。
- 2017年11月 - デジサートへのウェブサイトセキュリティ事業売却に伴い同社の子会社となる[8]。
- 2017年12月 - デジサート・ジャパン合同会社に社名変更[9]。